# El Salvador
El Salvador (uitspraak /el salva/dor/), officieel de Republiek El Salvador (Spaans: República de El Salvador), is een land in Centraal-Amerika. Het grenst aan Guatemala, Honduras en de Stille Oceaan. De hoofdstad is San Salvador (uitspraak /san salva/dor/).

## Geschiedenis

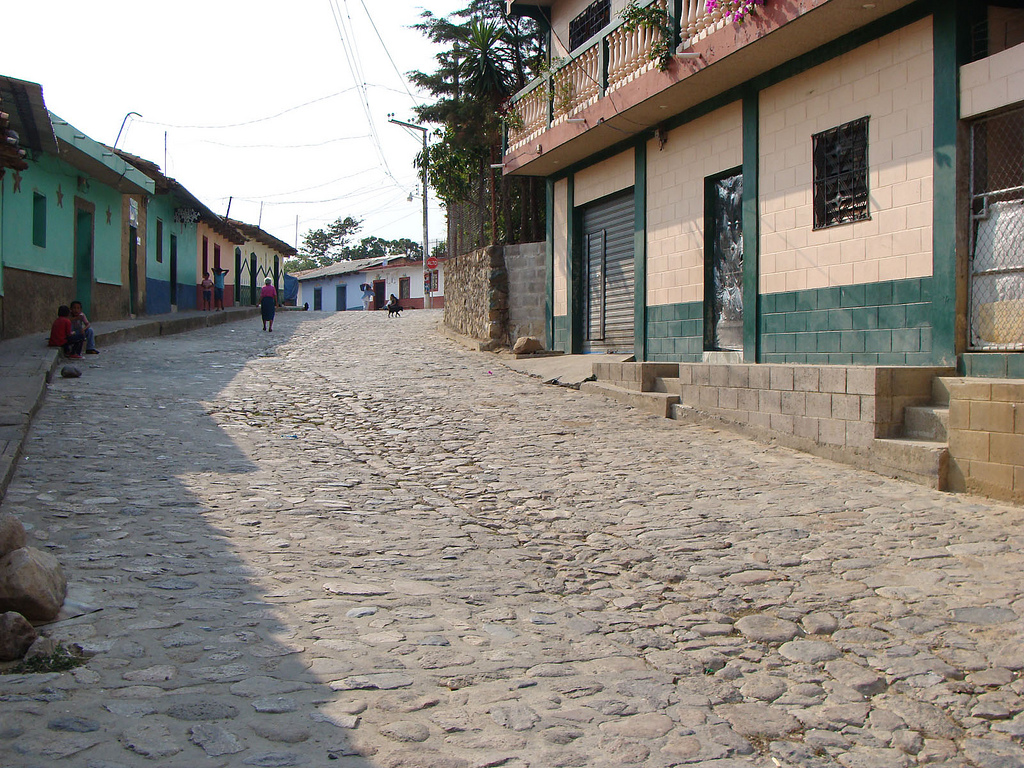
San Ignacio, een dorp in El Salvador

In 1525 werd het gebied, bewoond door Pipil-indianen, door Pedro de Alvarado voor Spanje onderworpen. El Salvador maakte na het wegvallen van het Spaanse gezag (1821) deel uit van Mexico. In 1823 scheidden de Verenigde Staten van Centraal-Amerika, waarbinnen El Salvador een deelstaat vormde, zich af van Mexico. De Verenigde Staten van Centraal-Amerika vielen uiteen in 1839 en El Salvador werd een onafhankelijke republiek.
Na de onafhankelijkheid was El Salvador formeel een democratie, maar in werkelijkheid werd het land beheerst door de 'Veertien Families'. In 1931 kwam de dictator Maximiliano Hernández Martínez aan de macht, die bloedig een opstand onderdrukte. Na de val van Hernández werd El Salvador afwisselend door democratische en dictatoriale regeringen bestuurd, maar er zat maar zelden een burgerregering in het zadel.
In 1969 viel El Salvador Honduras binnen in de Voetbaloorlog.

### Burgeroorlog vanaf 1979

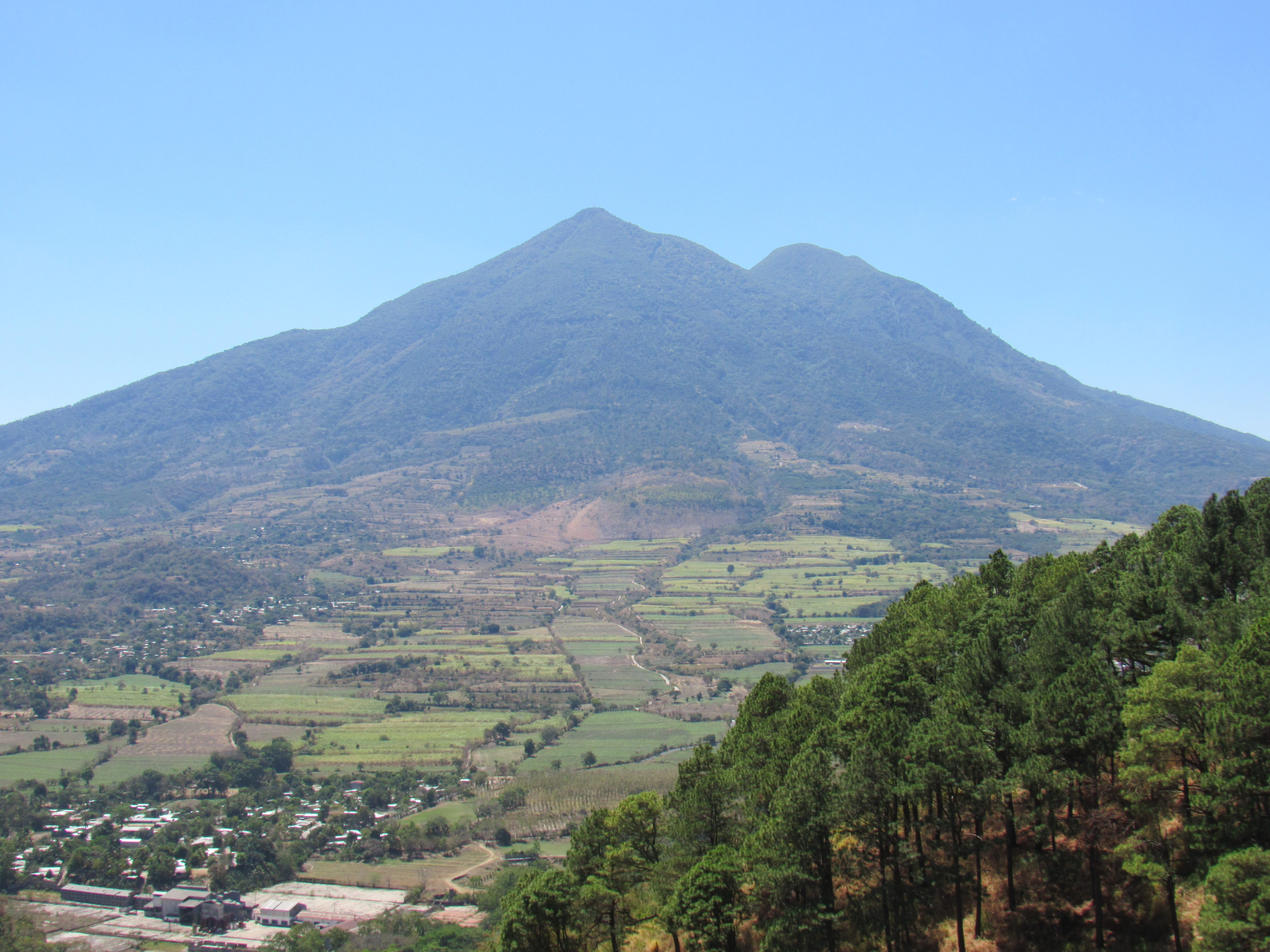
Vulkaan San Vincente, El Salvador

In de jaren zeventig ging het volk, dat al decennialang werd bestuurd door de ene junta na de andere, zich meer en meer roeren. Persoonlijke vrijheden waren een illusie en verkiezingen waren schijnvertoningen. Er ontstond rebellie, vooral geïnspireerd door het marxisme. In 1979 brak een burgeroorlog uit tussen de junta en marxistische rebellen. Een groep jonge officieren wierp het regime omver met steun van de Verenigde Staten. Er kwam een regeringsjunta, waaraan christendemocraten, sociaaldemocraten en zelfs communisten deelnamen. In 1980 stapte de regering echter wegens scheve machtsverhoudingen op. Een bloedige strijd waarin doodseskaders actief waren brak uit. De Amerikaanse overheid, die al vanaf de jaren zeventig 'een dreiging van het communisme' vanuit Zuid-Amerika ervoer, steunde achter de schermen het militaire bewind van El Salvador. Het leger en de politie kregen training in de Verenigde Staten en werden voorzien van wapens om aan de macht te blijven. De Verenigde Staten hadden wel geleerd van Vietnam om achter de schermen te opereren; officieel bleef de Amerikaanse betrokkenheid beperkt tot advies.
Er vielen in totaal 75.000 slachtoffers, van wie in 1980 wellicht de bekendste: de aartsbisschop Óscar Romero. In 1980 werd de christendemocraat Napoleón Duarte, met hulp van de Verenigde Staten, het hoofd van de nieuwe regering. In november 1989 viel de top van de door jezuïeten gestichte Universiteit van Centraal-Amerika als slachtoffer van de doodseskaders: de paters Ignacio Ellacuria, Segundo Montes, Juan Ramón Moreno, Ignacio Martin Baro, Amando López en Joaquín López y López. De regering gaf de rebellen de schuld. Ooggetuige Lucia Cerna durfde te getuigen dat het regeringssoldaten waren geweest. Na 12 jaar werd in 1992 de vrede getekend. Naast de VS waren de voornaamste wapenleveranciers van de El Salvadoraanse strijdkrachten Israël en Taiwan.
Het Front Farabundo Martí voor Nationale Bevrijding werd in 1980 gevormd als samenvoeging van verschillende communistische en revolutionair socialistische organisaties. Na de burgeroorlog werd het een politieke partij. De Nationalistische Republikeinse Alliantie vindt tevens haar oorsprong in de burgeroorlog.

### Na de burgeroorlog
Vanaf 1 juni 2019 is de politieke buitenstaander Nayib Bukele Ortez president. Tijdens de verkiezingen in februari kreeg hij 54% van de stemmen. Hij volgde Salvador Sánchez Cerén op.
Op 9 juni 2021 werd een wet goedgekeurd die de bitcoin op 7 september 2021 tot een officiële munteenheid van El Salvador maakte naast de dollar. Het werd daarmee het eerste land dat de bitcoin als officiële munteenheid aannam.
In 2021 vierden de republieken Costa Rica, El Salvador, Guatemala, Honduras en Nicaragua gezamenlijk hun 200-jarige onafhankelijkheid, Bicentenario de Independencias.

## Geografie
- lengte van landgrenzen: Guatemala 203 km, Honduras 275 km
- kustlijn: 307 km
- laagste punt: Stille Oceaan 0 m
- hoogste punt: Cerro El Pital 2730 m

El Salvador is ongeveer half zo groot als Nederland. Van oost naar west is het zo’n 270 kilometer lang en van noord naar zuid circa 142 km. Twee evenwijdige bergketens doorkruisen het land in het westen, met een centraal plateau ertussen en een smalle kustvlakte tegen de Stille Oceaan. De bergketens en het centrale plateau beslaan 85% van het landoppervlak en daardoor resteert 15% voor het laaggelegen kustgebied. De hoogste berg is Cerro El Pital met de piek op 2730 meter boven zeeniveau. Er zijn meer dan 20 vulkanen, waarvan er twee, San Miguel en Izalco, actief zijn.
El Salvador heeft een lange geschiedenis van destructieve aardbevingen en vulkaanuitbarstingen. De hoofdstad San Salvador werd in 1756 en 1854 verwoest en kreeg zware schade tijdens de bevingen van 1919, 1982 en 1986. Vanaf het begin van de 19e eeuw tot het midden van de jaren 1950 brak Izalco met regelmaat uit.
Van de meer dan 300 rivieren is de Lempa het belangrijkst. Het is de enige bevaarbare rivier van El Salvador. Er liggen diverse meren in vulkanische kraters, de belangrijkste zijn het Lago de Ilopango (70 km²) en het Lago de Coatepeque (26 km²). Lago de Güija is met een oppervlakte van 45 km² het grootste natuurlijke meer van het land. Stuwmeren zijn gecreëerd door de afdamming van de Lempa, waarvan de grootste Embalse Cerrón Grande (135 km²) is.

### Klimaat
El Salvador heeft een tropisch klimaat met uitgesproken natte en droge seizoenen. De temperaturen variëren voornamelijk met de hoogte en zijn redelijk constant het hele jaar door. De laaglanden aan de Stille Oceaan zijn warm; het centrale plateau en de berggebieden zijn gematigder. De neerslag is overvloedig en kan oplopen tot 2170 mm met name op de zuidelijke berghellingen. Het regenseizoen loopt van mei tot oktober. Van november tot april is de noordoostelijke passaat dominant, de wind komt uit de Caraïben en heeft het grootste deel van zijn neerslag verloren tijdens het passeren van de bergen in Honduras. Orkanen vormen zich af en toe in de Stille Oceaan, maar het land werd ook getroffen door de orkaan Mitch, die in 1998 boven de Atlantische Oceaan ontstond en Midden-Amerika overstak. De beste tijd om El Salvador te bezoeken is aan het begin of het einde van het droge seizoen.

### Steden
De hoofdstad is San Salvador.
De andere steden met meer dan honderdduizend inwoners zijn: Ahuachapán, Apopa, Colón, Delgado, Ilopango, Mejicanos, San Martín, San Miguel, Santa Ana, Santa Tecla, Soyapango en Tonacatepeque.

## Bevolking
Spaans is de officiële taal en wordt vrijwel door iedereen gesproken.

### Religie
El Salvador kent godsdienstvrijheid. Ongeveer 93% van de bevolking is katholiek. In 1842 werd het diocees San Salvador opgericht, in 1913 een kerkprovincie, thans bestaande uit één aartsbisdom en acht diocesen. De Katholieke Kerk is een invloedrijke instantie in de Salvadoraanse maatschappij, mede door haar sociaal engagement. Er zijn ongeveer 200.000 protestanten (voornamelijk baptisten, Pinkstergemeenten en adventisten).

## Bestuurlijke indeling
El Salvador is onderverdeeld in veertien departementen:
Ahuachapán - Cabañas - Chalatenango - Cuscatlán - La Libertad - La Paz - La Unión - Morazán - San Miguel - San Salvador - Santa Ana - San Vicente - Sonsonate - Usulután

## Staatsinrichting
- staatshoofd: president Claudia Rodríguez de Guevara (sinds 1 december 2023)
- regeringsleider: idem
- parlement: eenkamerparlement Asamblea Legislativa met 84 zetels, driejarige termijn, direct gekozen

## Bezienswaardigheden
- Ruïnes van Tazumal
- Joya de Cerén

## Economie
El Salvador was vooral een agrarische samenleving. In de 19e eeuw was indigo het belangrijkste exportartikel, maar dat werd in 1870 ingehaald door koffie. Na de Tweede Wereldoorlog kwamen katoen en rietsuiker als exportproducten in opkomst. De exportopbrengsten werden gebruikt voor de ontwikkeling van de infrastructuur en vanaf de jaren zestig ook voor de uitbreiding van de lichte industrie. De rijke bovenlaag gaf echter de voorkeur aan importproducten en de arme bevolking kon zich de lokale producten niet veroorloven waardoor de lichte industrie een moeizaam bestaan had.
De burgeroorlog leidde tot veel economische schade, in 1987 lagen de economische activiteiten nog zo’n 20% onder het niveau van 1978. Na de burgeroorlog werden landhervormingen doorgevoerd en klom het land langzaam op uit het dal. De grote aardbeving in 1986 leidde tot grote materiële schade. Dankzij financiële steun uit het buitenland en geld dat door de geëmigreerde bevolking naar huis werd gestuurd, kwam het land er financieel weer bovenop.
| Jaar | Bbp (in US$ miljard) | Bbp per hoofd (in US$) | Bbp per hoofd (in US$, kkp) | Reële groei (% mut JoJ) | Inflatie (% mut JoJ) | Saldo overheids- begroting (in % bbp) | Bruto staatsschuld (in % bbp) | Saldo lopende rekening (in % bbp) |
| ---- | -------------------- | ---------------------- | --------------------------- | ----------------------- | -------------------- | ------------------------------------- | ----------------------------- | --------------------------------- |
| 1980 | 3912                 | 830                    | 2148                        | −8,6%                   | 17,4%                |                                       |                               | 5,2%                              |
| 1990 | 4818                 | 917                    | 2940                        | 4,8%                    | 28,3%                | 0,5%                                  |                               | −3,2%                             |
| 2000 | 11.785               | 2008                   | 4481                        | 1,1%                    | 2,3%                 | −3,1%                                 | 29,5%                         | −3,7%                             |
| 2005 | 14.698               | 2437                   | 5288                        | 3,1%                    | 4,3%                 | −0,9%                                 | 44,8%                         | −4,2%                             |
| 2010 | 18.448               | 2979                   | 6143                        | 2,1%                    | 2,1%                 | −2,5%                                 | 57,7%                         | −2,9%                             |
| 2015 | 23.438               | 3762                   | 8297                        | 2,4%                    | −0,7%                | −3,6%                                 | 73,5%                         | −3,2%                             |
| 2020 | 24.921               | 3960                   | 9306                        | −7,9%                   | −0,4%                | −8,2%                                 | 95,4%                         | 1,1%                              |

### Armoede
Volgens het Ontwikkelingsprogramma van de Verenigde Naties leeft 26,2% van de bevolking in 2023/2024 onder de nationale armoedegrens. Tussen 2000 en 2007 was dat nog 37,2%. Corruptie is een aanzienlijk probleem, net als in grote delen van Latijns-Amerika. Onder president Nayib Bukele Ortez verslechterde de corruptie. In 2015 stond het land met 39 punten op de 72e plaats van de Transparency International corruptieperceptie-index, in 2023 stond het land met 31 punten op de 126e plaats van in totaal 180 landen.

## Misdaad
Na de vrede in 1992 keerde de rust niet terug in El Salvador. Sinds de jaren 90 kent het land hoge criminaliteitscijfers die vooral bende-gerelateerd ('gangs') zijn. In de jaren 80 vluchtten veel inwoners van El Salvador naar de Verenigde Staten. Ze raakten er moeilijk aan werk en velen zochten hun heil in bendevorming. Niet alleen om door het plegen van misdrijven aan geld te komen, maar ook om 'ergens bij te horen'. Halverwege de jaren 90 werden duizenden El Salvadoraanse bendeleden door de Verenigde Staten uit het land gezet. Eenmaal terug in El Salvador gingen de benden op dezelfde voet verder. De grootste bende is MS13, wat staat voor Mara Salvatrucha 13, deze bende is opgericht in de Verenigde Staten. In 1996 was San Salvador door bende-activiteiten de gevaarlijkste stad op het westelijk halfrond.
De regering heeft talloze programma's ontwikkeld om de benden een halt toe te roepen en om de jeugd uit de bendecultuur te houden, lang zonder veel succes. In 2011 bedroeg het aantal moorden per 100.000 inwoners 65, een van de hoogste cijfers in de wereld. In West-Europa bijvoorbeeld, is dat 1-2. In 2014 was het moordcijfer iets gedaald naar 60 per 100.000 inwoners, ongeveer 13 per dag. Voor een groot deel van de gewelddadigheden achten de autoriteiten de jeugdbendes - de zogenaamde Mara - verantwoordelijk. In 2022 riep het congres een noodsituatie uit. Hierdoor werd het voor de politie mogelijk om enige burger die zich verdacht maakte te arresteren. In 2023 zijn van de geschatte 70.000 loslopende bendeleden 68.200 gearresteerd. Het land kent een zeer streng gevangenisregime. De hoeveelheid moorden is in 2022 sterk gedaald. In januari 2022 lag het aantal moorden per dag nog op 2,6. In december 2022 is dit gedaald naar 0,5 moorden per dag.